# Wim Jacobs (veldrijder)
Wim Jacobs (Nijlen, 5 januari 1980) is een Belgisch  voormalig veldrijder.

## Carrière
Jacobs won in 2000 een etappe in de driedaagse veldrit-koers 'Tour du Val d'Orge' en eindigde er tweede in het eindklassement. In 2001 werd hij vervolgens derde op het BK bij de beloften. Ook won hij in 2001 in Gavere de beloftenwedstrijd. In 2002 werd hij Belgisch kampioen bij de beloften.
In 2003 maakte hij zijn debuut bij de Spaarselect formatie, maar reed kort daarna door als elite zonder contract. Hij won dat jaar in Ardooie, werd nationaal kampioen bij de elite zonder contract en werd derde in de GP's van Axa Luxemburg, Erpe-Mere en Rijkevorsel. In 2004 kreeg hij een profcontract bij Spaarselect, per 1 september 2004 werd dat de Fidea Cycling Team. In twee koersen werd hij derde dat jaar: de GP Eric De Vlaeminck (in Zolder) en te Erpe-Mere. In 2005 werd ie opnieuw derde in de GP Eric De Vlaeminck maar dan in Neerpelt en derde in de Superprestige-veldrit van Ruddervoorde.
In 2006, aan het begin van het veldritseizoen moest hij het team verlaten wegens het uitblijven van prestaties. Hij reed daarna bij de elites zonder contract, bij de formatie Van Der Vorst Cycling Team. In het seizoen 2008/2009 rijdt hij voor de Granville-Morgan Blue Cycling Team, een mountainbike-formatie. 
Jacobs is afkomstig uit Nijlen, maar werd later woonachtig te Geel.

## Erelijst
- 2000 1e etappe Tour du Val d'Orge
- 2001 Gavere (beloften)
- 2002 Nationaal Kampioenschap belofte
- 2003 Ardooie
- 2003 Nationaal Kampioenschap (elite zonder contract)

de Vos · Jacobs · Van Santvliet · Vervecken · B.Wellens
Jacobs · T.Pauwels · K.Pauwels · Raeymakers · Van Santvliet · Vervecken · B.Wellens · G.Wellens
Drucker · Jacobs · T.Pauwels · K.Pauwels · Raeymakers · Van Santvliet · Vervecken · B.Wellens · G.Wellens
Drucker · Jacobs · K.Pauwels · Štybar · Van Santvliet · Verschueren · Verstraeten · Vervecken · B.Wellens · G.Wellens
Dlask · Drucker · Jacobs · K.Pauwels · Štybar · Van Santvliet · Vantornout · Verschueren · Verstraeten · Vervecken · B.Wellens · G.Wellens